# N52 (Luxemburg)
De N52 (Luxemburgs: Nationalstrooss 52) is een nationale weg in de stad en het land Luxemburg. De route heeft een lengte van ongeveer 1,5 kilometer.

## Traject
De route heet achtereenvolgens: Reu des Glacis, Avenue de la Porte Neuve en Boulevard Royal. De route begint bij de N7 ter hoogte van Reu des Glacis. Vervolgens gaat de weg via een haarspeldbocht richting de N51 eindigt bij een kruising opnieuw met de N7 ter hoogte van de Boulevard Royal. De weg vormt vooral een ontsluitingsweg voor de wijk Limpertsberg.
Tot 1995 was de route ongeveer 190 meter langer. De route ging verder over de Avenue de la Port Neuve tot aan de Grand-Rue (N1) waar het overging in de CR202.
N1 ·
N2 ·
N3 ·
N4 ·
N5 ·
N6 ·
N7 ·
N8 ·
N10 ·
N11 ·
N12 ·
N13 ·
N14 ·
N15 ·
N16 ·
N17 ·
N18 ·
N19 ·
N20 ·
N21 ·
N22 ·
N23 ·
N24 ·
N25 ·
N26 ·
N27 ·
N28 ·
N31 ·
N32 ·
N33 ·
N34 ·
N35 ·
N37 ·
N38
N50 ·
N51 ·
N52 ·
N53 ·
N55 ·
N56 ·
N57